# Gheorghe Tătărescu
Gheorghe Tătărescu (2. listopadu 1886, Târgu Jiu – 28. března 1957, Bukurešť) byl rumunský politik. Ve dvou obdobích byl premiérem Rumunska (3. ledna 1934 – 28. prosince 1937 a 25. listopadu 1939 – 4. července 1940). Třikrát se stal rovněž ministrem zahraničí (1934, 1938, 1945–1947), dvakrát ministrem vnitra (1937, 1939), jednou ministrem obrany (1934) a ministrem průmyslu (1933). V roce 1940 byl velvyslancem v Paříži. V letech 1946-1947 byl předsedou rumunské delegace na mírové konferenci v Paříži.
Vystudoval práva na pařížské univerzitě (1912). Byl představitelem Národní liberální strany (Partidul Național Liberal). Poté, co král Carol II. nastolil roku 1938 diktaturu, vstoupil do jediné povolené strany zvané Fronta národní obnovy (Frontul Renașterii Naționale). V roce 1944 založil stranu, která nesla i jeho jméno: Tătărescuova Národní liberální strana (Partidul Național Liberal-Tătărescu). Tu nakonec roku 1950 zakázali komunisté.
V meziválečném období byl znám jako antikomunista i oponent fašistické Železné gardy, k jejímuž potlačení se nicméně spojoval s jinými fašistickými silami. Roku 1938 nakonec podpořil královskou diktaturu Karola II. Poté se však postavil do opozice k diktatuře Iona Antonesca a usiloval kvůli tomu i o spojenectví s Rumunskou komunistickou stranou. Po druhé světové válce s komunisty skutečně nějaký čas spolupracoval a byl členem vlády Petru Grozy, kterou komunisté podporovali. Poté ho ale zapletli do tzv. Tămădăuovy aféry, jejímž výsledkem byl po uchopení moci komunisty politický monstrproces. Tătărescu byl zatčen krátce po komunistickém puči v roce 1950 a vězněn až do roku 1955. Ve vězení onemocněl tuberkulózou, na niž zemřel dva roky po propuštění.

## Vztahy s Československem
Tătărescu sehrál značnou úlohu ve vztazích s Československem na konci 30. let. Na začátku roku 1937 Tătărescu odmítl návrh polského ministra zahraničních věcí Józefa Becka, aby Rumunsko přestalo podporovat Československo a pokusilo se o usmíření s Maďarskem. Ovšem již následujícího roku Rumunsko těsně před Mnichovskou dohodou naznačilo, že nebude schopno chránit nedotknutelnost československých hranic. Tătărescuova podpora Malé dohodě byla komplikována i československou iniciativou volající po navázání úzkých kontaktů mezi Malou dohodou a Sověty. V roce 1938 vypukl skandál, když československý velvyslanec v Rumunsku Jan Šeba vydal v Bukurešti brožuru vyzývající k sovětsko-dohodové vojenské spolupráci, k níž navíc napsal předmluvu československý ministr zahraničí Kamil Krofta. Tătărescu navštívil československého premiéra Milana Hodžu a osobně proti této iniciativě protestoval. Šeba byl pak ze své funkce odvolán. Rumuni byli na sovětské téma citliví, neboť se Sovětským svazem vedli územní spor o Besarábii (dnešní Moldavsko). V roce 1940 (v rámci paktu Ribbentrop-Molotov) ostatně Sověti naplnili své dlouhodobé hrozby a Besarábii a severní Bukovinu anektovali. Tătărescu jako premiér to musel tehdy strpět, což ho přinutilo brzy rezignovat.